# Liczba potrójna
Liczba potrójna – kategoria gramatyczna rzeczownika, czasownika i przymiotnika, niekiedy także zaimków rzeczownych i przymiotnych, używana w niektórych językach obok liczby pojedynczej, mnogiej i podwójnej. Stanowi odrębną formę gramatyczną, którą przyjmuje dana część mowy, kiedy odnosi się do trzech osób lub przedmiotów. Liczba potrójna we współczesnych językach występuje rzadko, spotyka się ją m.in. w niektórych językach austronezyjskich i australijskich, np. sursurunga i kiriwina.